# Măeriște

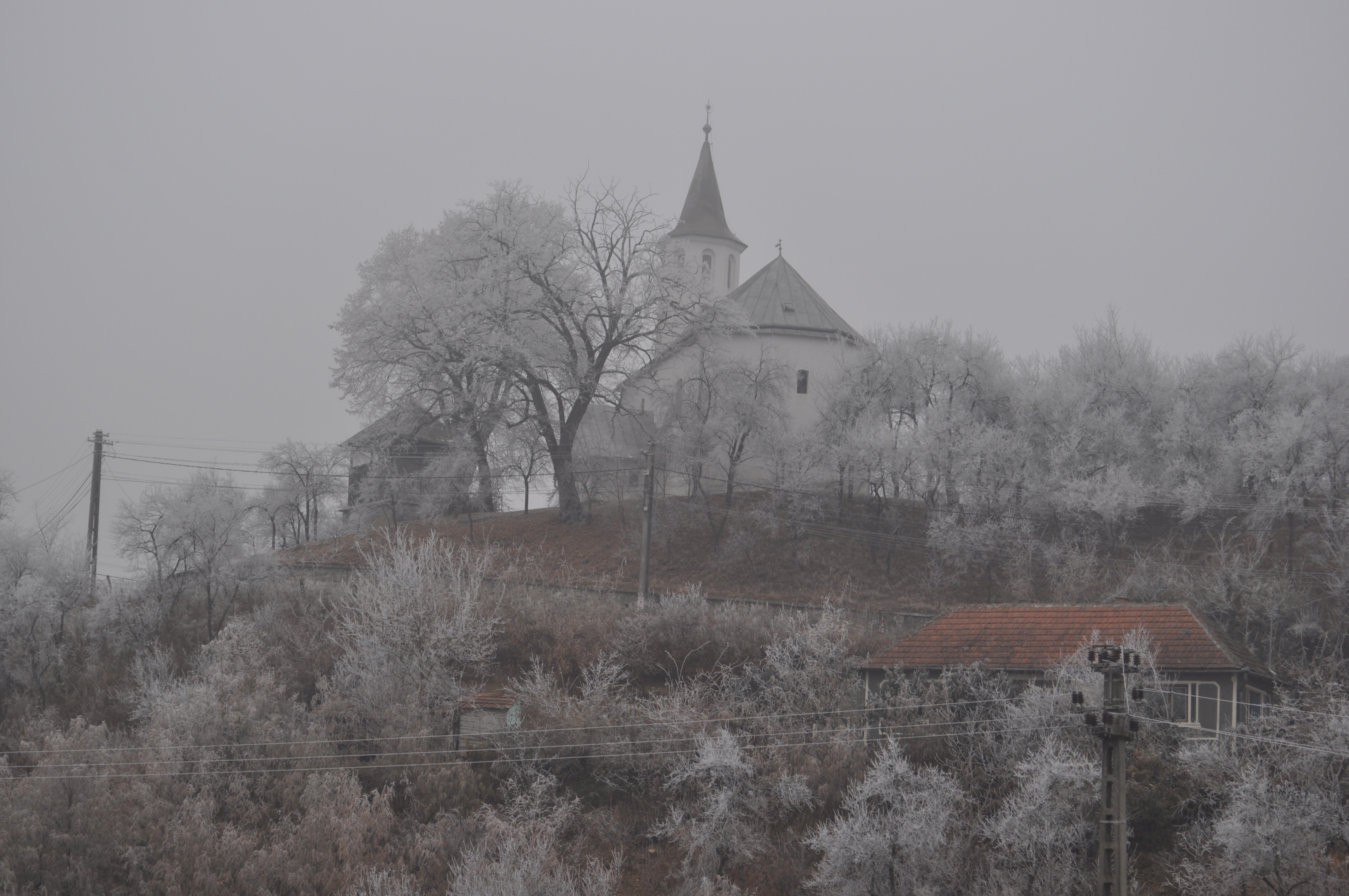
La iglesia reformada de Uileacu Şimleului fue construida en el. Es una iglesia fortificada. El campanario se construyó en 1823 junto a la iglesia.

Măeriște es un pueblo situado en Sălaj, Rumania. 
La comuna con 74,97 km² (7.497 ha) es un territorio que está situado en el noroeste del condado, en la cuenca hidrográfica del río Crasna. 
- Cristelec
- Doh
- Giurtelecu Simleului
- Maladia
- Uileacu Simleului

## Historia
Maeriste se encuentra atestiguada en 1351 bajo el nombre Hydveg. Hubo otros asentamientos mencionados antes (Cristelec - 1257, Doh - 1338, Giurtelecu Simleului - 1259, Maladia - 1259, y Uileacu Simleului - 1240).

## Turismo
La Iglesia reformada (iglesia del Monasterio Benedictino), monumento arquitectónico de 1260 a 1300.
Se sitúa a 21 km de la proyectada Autopista de Transilvania.

## Población
Censo 2002: su población es de 3.762 hab., de los cuales el 87,78% son rumanos; 11,24% húngaros; 0,79% Roms; 0,11% eslovacos y 0,08% de otras nacionalidades.

## Economía
Su economía es principalmente agrícola, cereales, papas, olericultura. En los últimos pocos años aumenta la cría vacuna.
- Datos: Q838838
- Multimedia: Măeriște commune, Sălaj / Q838838